# Zalo Reyes
Boris Leonardo González Reyes (Conchalí, 3 de noviembre de 1952-Santiago, 21 de agosto de 2022), más conocido como Zalo Reyes, fue un cantautor chileno, apodado el «gorrión de Conchalí». Reconocido por su interpretación de la canción «Un ramito de violetas», Reyes era considerado uno de los más estremecedores fenómenos de éxito de la cultura popular chilena, con más de 50 años de trayectoria musical.

## Biografía
Boris Leonardo González Reyes (verdadero nombre de Zalo Reyes) nació el 3 de noviembre de 1952 en la comuna de Conchalí, en la capital de Santiago, Chile. Nació en una familia de clase humilde , su padre era taxista y su madre dueña de casa, fue el menor de cuatro hermanos de una familia oriundo de esta comuna. En 1967, Boris debutó como cantante, cuando ganó el festival del Centro de Madres Monterrey de su comuna.
Cuando realizaba su servicio militar en la Armada, existía otro cadete de apellido González —de mayor edad que él—, por lo que lo apodaron «Gonzalito» lo que posteriormente derivó en «Zalito» y luego en «Zalo» cuando eligió su carta de presentación artística. Quería que su seudónimo sonara centroamericano y con un aire popular.

### Carrera musical
Con un repertorio de canciones del recordado cantante y actor Lucho Gatica, se presentó en distintos restaurantes, carpas, quintas de recreos y plazas de armas que comenzaron a conocer su propuesta musical. Junto con el grupo Espiral, grabó su primer éxito discográfico: «Una lágrima y un recuerdo» (cover del grupo mexicano Miramar), sencillo que vendió 80 mil copias, incluido en su primer LP homónimo. Luego, participó en varios programas televisivos como Troncal Negrete y Festival de la una de Televisión Nacional de Chile. En 1979 triunfó con la canción «Una lágrima en la garganta».
En 1983 fue invitado al Festival Internacional de la Canción de Viña del Mar en su XXIV versión. Luego de su triunfo festivalero viajó a México para hacer efectiva la invitación realizada por el presentador mexicano Raúl Velasco. Hizo una gira por el país azteca, donde aprovechó de presentar «Motivo y razón». En 1985, su popularidad alcanzó los puntos más altos cuando el reconocido presentador de televisión Don Francisco lo invitó a animar el espacio «Este es mi barrio», una de las secciones del recordado programa de variedades Sábados Gigantes. Ese mismo año grabó el LP Amor sin trampas. En 1986 apareció con un programa propio con motivo del Campeonato Mundial de Fútbol, además del espacio Humor de Reyes, de Canal 13.
En 1987 el LP El rey de tus sueños obtuvo el codiciado disco de platino, lo que le permitió hacer una extensa gira nacional. Luego tuvo su propio espacio en la coanimación en el Festival de la una, en la sección «Ahora o nunca», con dos apariciones semanales. Como corolario, a fines de la década de 1980, apareció primero como panelista y después como conductor del programa Cordialmente de Canal 11.
En 1991 presentó el LP Dolor de amor, que incluyó el sencillo «Tal vez». Bajo la producción de Alejandro Lyon y un vídeo dirigido por Eduardo Domínguez, Zalo intentó construir su nicho en un medio cada vez más globalizado y diverso.
En 2018, a modo de reconocimiento a su carrera, la Municipalidad de Conchalí y su concejo municipal, aprobaron el cambio de nombre del "Pasaje Cañete Interior" (lugar donde vivió el artista) por el de "Pasaje Zalo Reyes".

### Últimos años y fallecimiento
Desde 2008, estaba aquejado de diabetes, por la cual incluso sufrió la amputación de parte de uno de sus pies, producto de una lesión. El 9 de agosto de 2022, sufrió una fuerte descompensación diabética, que lo llevó a ser internado en la unidad de cuidados intensivos del Hospital Clínico de la Universidad de Chile. El 4 del mismo mes había sufrido una descompensación similar. Pese a haber evolucionado positivamente y haber sido dado de alta el 13 de agosto, falleció en su casa el 21 de agosto, mientras dormía, según informó su familia mediante las redes sociales del artista. Según informó su hijo y mánager Boris a los medios de comunicación, su padre padecía de un cáncer de páncreas del cual no tenían conocimiento.
La Sociedad Chilena de Autores e Intérpretes Musicales, junto con varios músicos y cantantes chilenos como María José Quintanilla, Luis Jara, Denisse Malebrán, Leo Rey, Américo y el club de fútbol Colo-Colo (del cual era hincha) expresaron sus condolencias producto de su partida a través de las redes sociales.
Dos días después, fue realizado un velatorio en el Gimnasio Municipal de Conchalí, y luego su funeral en el Cementerio Católico de Santiago, siendo sus restos cremados. 

## Controversias
En 1995 protagonizó un particular momento televisivo durante su participación en el programa Hablemos de... de Televisión Nacional de Chile, en donde comió una cebolla tras ser supuestamente hipnotizado por el español Tony Kamo. Años después, siendo invitado del programa Viva el lunes, reconoció que todo fue «una gran mentira». En 2010, en una entrevista a The Clinic, detalló que la cebolla que masticó era en realidad una manzana. El incidente fue comentado por el escritor Pedro Lemebel, quien lo calificó como una «grotesca y cruel escena» de humillación.
En vida se quejó por la escasa oportunidad de los artistas chilenos en televisión, y sus apariciones en los medios se han relacionado más con sus problemas personales que con su aporte musical, lo que provocó su ira. También señaló que los periodistas solo saben preguntar de drogas y sus errores, y que no le interesaba hablar de eso.
En sus últimos años, decidió marginarse de la televisión rara vez dando entrevistas. En ocasiones manifestó su descontento con la televisión chilena en general, pero en especial con el Festival de Viña del Mar, pues dijo que él solo llena la Quinta Vergara y no los necesita.

## Discografía

### Álbumes
- Esa mujer (1977)

1. Esa mujer
2. Presiento
3. Recuérdame
4. Isabel
5. Cuídate
6. Tengo celos
7. Por tu cariño
8. Dulce amor mío
9. Crucé la frontera
10. No me conviene tu amor

- Y su grupo Espiral (1978)

1. Una lágrima y un recuerdo
2. Porque quieres volver
3. Retirada
4. Dulce Niña
5. Esta noche estas ardiendo en mi
6. Fuiste mi gran amor
7. Donde siempre
8. Ya son las diez
9. Historia de un amor
10. Ha pasado el tiempo

- Llorando mi pena (1979)

1. Una lágrima en la garganta
2. Vuelve a mi vida
3. Las horas tibias
4. Llorando mi pena
5. Ya se ha ido mi tristeza
6. Da tantas vueltas el mundo
7. No puedes alejarte
8. La media vuelta
9. Dos cosas
10. Me da miedo quererte

- Dijimos basta (1980)

1. Dijimos basta
2. Como quiera saber
3. Que es lo que pasa
4. Sombras
5. He llorado por tu amor
6. Canta querida
7. Otra lágrima lloré
8. Sonríele a la vida
9. Yo quiero hablar con ud.
10. Te regalaré una rosa

- Motivo y razón (1982)

1. Motivo y razón
2. Ella se llamaba Marta
3. Ven a vivir conmigo
4. Si dejas de quererme
5. Dímelo dímelo
6. Que difícil es
7. Que cosa linda mi amor
8. Ya no hay tiempo
9. Querida colegiala
10. Mentiras son mentiras

- Zalo Reyes (1983)

1. De boca en boca
2. Canción con todos
3. Yo tengo celos María
4. Y volar
5. Jamás
6. Amor a medias
7. Luna llena
8. Embustera
9. Años
10. Yo se

- Amor sin trampas (1985)

1. Amor sin trampas
2. Corazón borracho
3. Una pequeña historia
4. Sabes bien
5. Cuando me fui
6. El mismo tren
7. Un ramito de violetas
8. Porque el amor
9. Porque el amor
10. Amar a medias

- El rey de tus sueños (1987)

1. El rey de tus sueños
2. Amor amor
3. Canción del títere
4. Tal para cual
5. En este corazón
6. Los dos tenemos la culpa
7. Soy el primero
8. No queda nada
9. Otra vez la libertad
10. No va más

- De corazón (1988)

1. Miéntele
2. Mi prisionera
3. María Teresa y Danilo
4. Amor que quema
5. Ahora lloro mi pena
6. Por favor no me compares
7. Que me quemen tus ojos
8. Mi sueño por soñar
9. Qué te importa
10. Compárame

- Dolor de amor (1991)

1. Tal vez
2. En el camarín
3. Mala
4. Pienso en ti
5. Te has acostumbrado muy mal
6. Dolor de amor
7. El corazón en la garganta
8. No te dejes encantar
9. Te amo
10. Amor es nuestro aniversario

- El Retorno de un Gorrión (1997)
- Gorrión (2001)

### Sencillos
- Mi caminar

### Compilaciones
- 20 Grandes éxitos de Zalo Reyes (1984)
- Colección Inmortales
- Gracias de todo corazón
- Lo mejor de Zalo Reyes (1995)
- Antología (2010)
- El Gorrión de Chile (2019)